# Pseudocoris aurantiofasciata
Pseudocoris aurantiofasciata là một loài cá biển thuộc chi Pseudocoris trong họ Cá bàng chài. Loài này được mô tả lần đầu tiên vào năm 1971.

## Từ nguyên
Từ định danh aequalis trong tiếng Latinh có nghĩa là "có các dải sọc màu cam" (aurantia: "màu cam" + fasciata: "dải sọc"), hàm ý đề cập đến các dải sọc màu cam ở hai bên thân của cá đực

## Phạm vi phân bố và môi trường sống
P. aurantiofasciata có phạm vi phân bố ở Đông Nam Ấn Độ Dương và Tây–Nam Thái Bình Dương. Loài này được ghi nhận từ vùng biển phía nam Nhật Bản (bao gồm quần đảo Ryukyu và quần đảo Ogasawara) trải dài đến đảo Đài Loan; vùng biển bao quanh quần đảo Sunda Nhỏ (Indonesia); quần đảo Cocos (Keeling) và đảo Giáng Sinh; Palau; đảo Wake; Tuamotu và quần đảo Line (Polynesia thuộc Pháp); biển San Hô (ngoài khơi Đông Úc).
P. aurantiofasciata sống gần các rạn san hô viền bờ ở độ sâu khoảng từ 25 đến 50 m.

## Mô tả
P. aurantiofasciata có chiều dài cơ thể tối đa được ghi nhận là 30 cm. Cá đực có thân màu xanh lam xám sẫm hoặc màu lục xám với các dải sọc cam ở hai bên thân. Gai vây lưng đầu tiên và hai thùy đuôi của cá đực vươn dài. Cá cái có màu đỏ nâu hoặc lục xám; mõm và cằm màu trắng (phớt vàng). Cá con có màu bạc với các dải sọc đỏ nâu.
Số gai ở vây lưng: 9; Số tia vây ở vây lưng: 12; Số gai ở vây hậu môn: 3; Số tia vây ở vây hậu môn: 12–13.

## Sinh thái và hành vi
P. aurantiofasciata sống theo từng nhóm nhỏ, với một con đực trưởng thành thống trị những con cá cái trong hậu cung của nó. Loài này ăn các sinh vật phù du.